# Kōta Tanaka
Kōta Tanaka (jap. 田中 孝太, Tanaka Kōta; * 27. September 1986 in Kushiro, Hokkaidō) ist ein japanischer Eishockeyspieler, der seit 2009 bei den Tohoku Free Blades in der Asia League Ice Hockey unter Vertrag steht.

## Karriere
Kōta Tanaka begann seine Karriere als Eishockeyspieler in der Mannschaft der Tōyō-Universität. Anschließend unterschrieb er einen Vertrag bei den Tohoku Free Blades, die in der Saison 2009/10 ihren Spielbetrieb in der Asia League Ice Hockey aufnahmen. In dieser erzielte der Angreifer in seinem Rookiejahr im professionellen Eishockey in 34 Spielen fünf Tore und gab drei Vorlagen. Zudem erhielt er sechs Strafminuten. In der Saison 2010/11, welche aufgrund des Tōhoku-Erdbebens vorzeitig beendet wurde, gewann er mit seiner Mannschaft erstmals den Meistertitel der Asia League Ice Hockey.

### International
Für Japan nahm Tanaka an den U18-Junioren-Weltmeisterschaften der Division I 2003 und 2004 teil.

## Erfolge und Auszeichnungen
- 2011 Asia-League-Ice-Hockey-Meister mit den Tohoku Free Blades

## Asia-League-Statistik
(Stand: Ende der Saison 2011/12)